# Maki tlustoocasý
Maki tlustoocasý (Cheirogaleus medius) je poloopice obývající lesní porosty západního Madagaskaru až do jižních oblastí ostrova. Délka hlavy a těla je 20 až 23 cm a délka ocasu je 20 až 27 cm, hmotnost činí 120 až 270 g. Rozmnožování začíná koncem listopadu, samici se rodí nejčastěji dvě mláďata. Březost trvá asi dva měsíce. Během suchého období makiové hibernují, přičemž využívají tuk uložený v ocasech.